# Euphoria (방탄소년단의 노래)
“Euphoria”(유포리아)는 대한민국의 보이그룹 방탄소년단의 음반 LOVE YOURSELF 結 'Answer'의 수록곡으로 방탄소년단 멤버 중 정국이 부른 노래이다. 방탄소년단의 ‘LOVE YOURSELF 起承轉結’ 시리즈에서 첫 번째 ‘ 起 (wonder) ’를 담당하는 곡이다.